# Whittingham (Northumberland)
Whittingham – wieś w Anglii, w hrabstwie Northumberland. Leży 51 km na północ od miasta Newcastle upon Tyne i 448 km na północ od Londynu. W 2001 miejscowość liczyła 406 mieszkańców.